# Не чіпайте білу жінку!
«Не чіпайте білу жінку!» («Non toccare la donna bianca») — італійсько-французька кінокомедія 1974 року, знята режисером Марко Феррері, з Катрін Денев і Марчелло Мастроянні у головних ролях.

## Сюжет
На секретній нараді американський уряд наважується на радикальні заходи, дозволяє відстріл корінного населення, оскільки з дикунами, які гальмують розвиток американської економіки, всі засоби боротьби хороші. Місію довіряють расисту Армстронгу Кастеру, армійському полковому генералу, справжньому фанатику своєї справи.

## У ролях
- Катрін Денев — Марі-Хелен
- Марчелло Мастроянні — Георг
- Мішель Пікколі — Баффало Білл
- Філіпп Нуаре — генерал Террі
- Уго Тоньяцці — Мітч
- Ален Кюні — роль другого плану
- Серж Реджані — божевільний індіанець
- Даррі Коул — майор Арчібальд
- Монік Шометт — сестра Люція
- Даніеле Дубліно — роль другого плану
- Анрі Пікколі — роль другого плану
- Франка Беттойя — роль другого плану
- Паоло Вілладжо — агент ЦРУ
- Франко Фабріці — Том
- Лорен Ведре — роль другого плану
- Франсін Кюстер — роль другого плану
- П'єр-Андре Бутан — роль другого плану
- Марітен — роль другого плану
- Ноель Сімсоло — роль другого плану
- Марко Феррері — роль другого плану

## Знімальна група
- Режисер — Марко Феррері
- Сценаристи — Рафаель Аскона, Марко Феррері
- Оператор — Етьєн Бекер
- Композитор — Філіпп Сард
- Продюсери — Жан-П'єр Рассам, Ален Сард, Жан Янн